# Commentaires sur la guerre des Gaules
Ne doit pas être confondu avec Guerre des Gaules.
Sauf précision contraire, les dates de cet article sont sous-entendues « avant l'ère commune » (AEC), c'est-à-dire « avant Jésus-Christ ».
Les Commentaires sur la guerre des Gaules (en latin : Commentarii de Bello Gallico), ou simplement La Guerre des Gaules (Bellum Gallicum ou De Bello Gallico), constituent un ouvrage d'histoire en sept livres où Jules César raconte sa victorieuse guerre des Gaules (58-52 av. J.-C.) ; ils sont complétés par un huitième livre, écrit plus tard par Aulus Hirtius. Les Commentaires sont composés de notes rédigées au fil de la guerre, à la troisième personne du singulier, dans lesquelles César relate ses opérations militaires. Pour une bonne part, il s'agit de la collation des rapports qu'il rédige – en partie avec ses lieutenants – à l'intention du Sénat qui surveille l'activité des proconsuls tels que César. Les dates et conditions de publication de l'œuvre font débat : une publication unique après la défaite de Vercingétorix, ou bien sous forme de lettres parues séparément, ou encore une publication en trois fois.

## Résumé

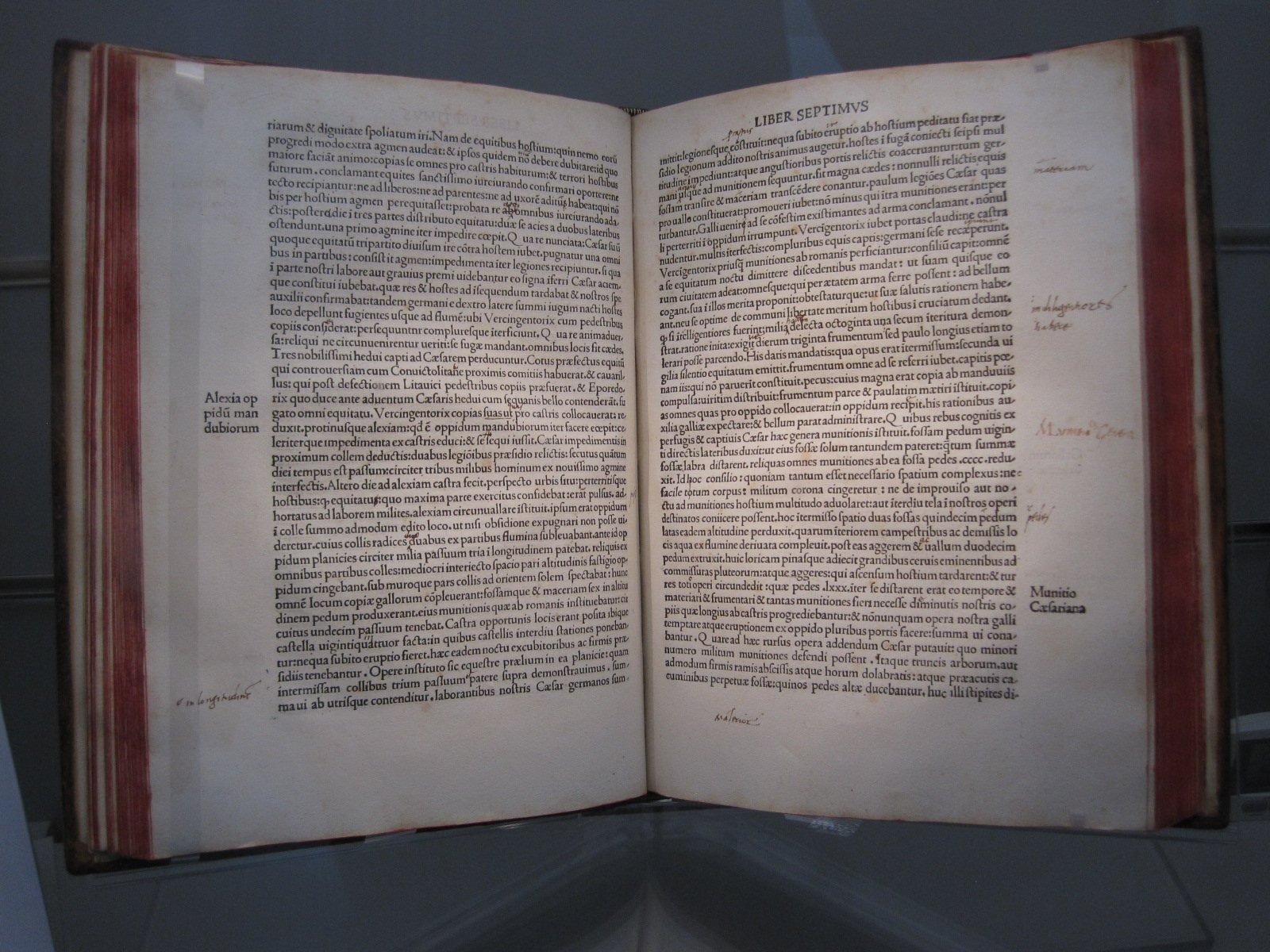
Commentaires sur la guerre des Gaules du MuséoParc d'Alésia près d'Alise-Sainte-Reine en Bourgogne.

- Livre I (58) : description des peuples gaulois, migration des Helvètes et campagne contre eux, puis contre les Germains d'Arioviste.
- Livre II (57) : campagne contre les Belges.
- Livre III (56) : campagne de César contre les Armoricains et de Publius Crassus en Aquitaine.
- Livre IV (55) : campagne contre des Germains (premier franchissement historique du Rhin), première expédition en Bretagne.
- Livre V (54) : deuxième expédition en Bretagne, révolte des Éburons et des Trévires.
- Livre VI (53) : deuxième franchissement du Rhin, pacification du Nord et du centre de la Gaule.
- Livre VII (52) : soulèvement général des peuples gaulois, sièges d'Avaricum, de Gergovie et d'Alésia.
- Livre VIII (51-50) : pacification, achèvement de la conquête à Uxellodunum, situation en 50.

### Livre I (58)

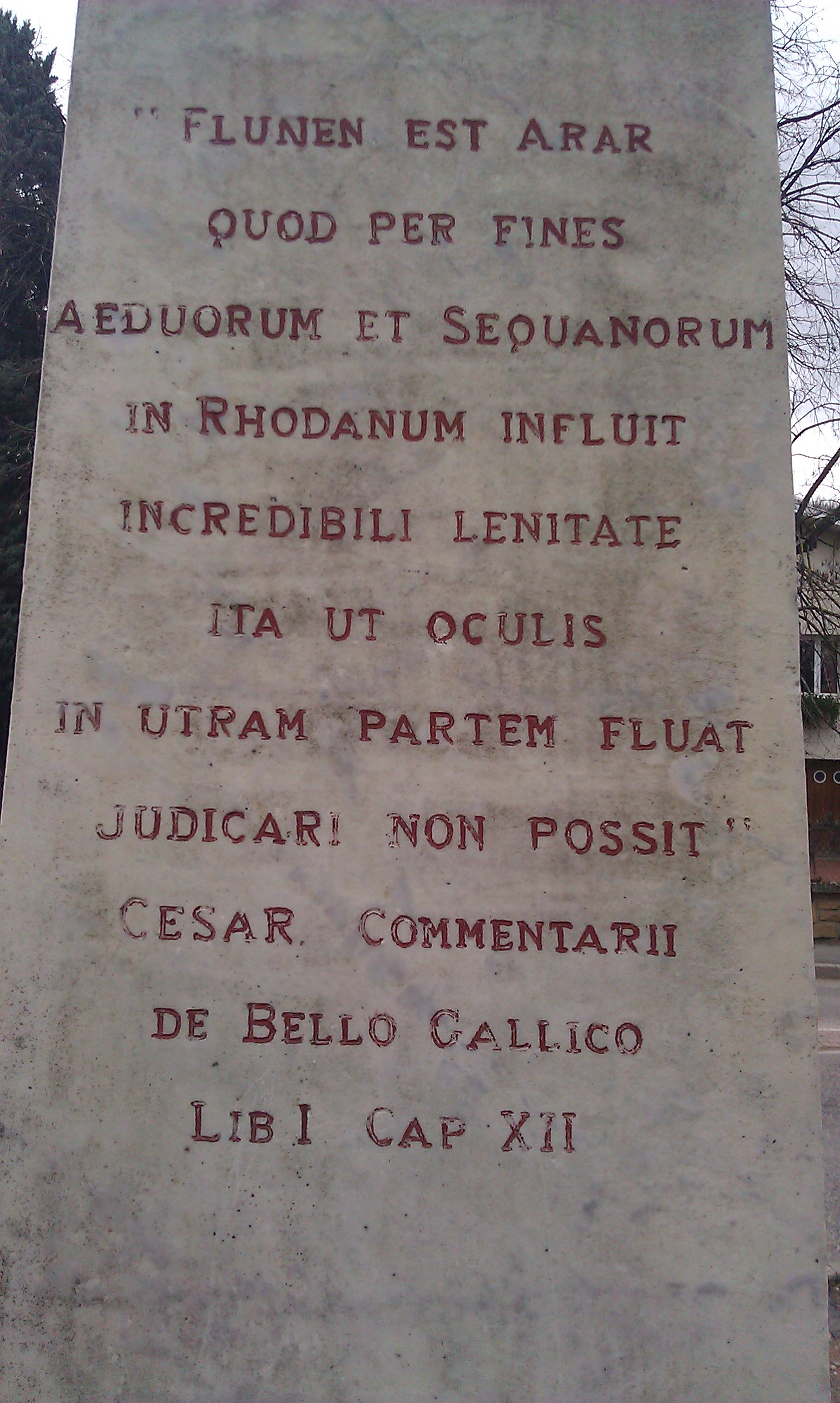
Citation d'un passage du chapitre XII du Livre I décrivant la Saône sur un monument situé à Trévoux dans l'Ain. Le monument rend hommage au 1er régiment de fusiliers marins libérant la ville le 3 septembre 1944. Il fait le parallèle avec une des premières batailles de la guerre des Gaules, opposant les Tigurins aux troupes de César.

Le premier livre s’ouvre sur une description de la Gaule et de ses habitants. Les Belges sont présentés comme les plus braves des Gaulois, et les Helvètes décrits comme un peuple courageux et belliqueux.
Insatisfait de la situation territoriale de son peuple, qu’il estime indigne de sa grandeur, Orgétorix l’homme le plus noble et le plus riche d'Helvétie rassemble des forces sous sa conduite. Celui-ci convainc différents chefs de s’allier à lui, et fait préparer des réserves de blé. Les Helvètes apprennent cette tentative de s’emparer du pouvoir et le condamnent. Orgétorix vient avec des milliers de partisans pour se soustraire au jugement, mais finit par mourir, peut-être suicidé. À sa mort, les projets de conquêtes ne s’éteignent pas et les Helvètes partent après avoir brûlé leurs villages. Mais César empêche la migration des Helvètes prévue jusque chez les Santons, sur la côte atlantique, et repousse le Germain (Suève) Arioviste qui s'était installé sur une partie du territoire des Séquanes et augmentait constamment son emprise sur la région en attirant de plus en plus de tribus germaniques sous ses ordres. César n'en dit mot, mais les deux évènements semblent liés, les Helvètes fuyant devant les Germains.

### Livre II (57)
Le livre II commence par l'évocation d'un nouveau danger : pour diverses raisons, selon César, les Belges se préparent à attaquer les légions stationnées en Gaule. En 57, il anticipe cette attaque en marchant sur le territoire belge. Les Rèmes, voisins des Belges, se rallient aux Romains et leur fournissent des informations sur la coalition des peuples qui composent les armées belges et l'état des troupes. Les Belges, qui ont été surpris par l’avancée rapide des légions, se regroupent et marchent sur les Romains et leurs alliés. César installe son camp sur les rives de l'Aisne, secourt les Rèmes assiégés dans Bibrax et patiente. Les Belges se retranchent à leur tour dans un camp non loin de celui des Romains. Les deux ennemis s'observent et se testent sans vouloir prendre l'initiative de l'engagement. Enfin la bataille a lieu. Les Belges sont repoussés et subissent de lourdes pertes. Renonçant à mener une guerre offensive, ils décident de maintenir leur alliance pour une guerre défensive. Les Bellovaques, notamment, sont inquiets de l'offensive des Éduens, qui, poussés par César, menacent leur territoire. Les armées belges se retirent.
Talonnée par César, l'arrière-garde belge se fait massacrer et la retraite tourne à la déroute. César s'avance alors en territoire belge où il obtient la soumission des Suessions, des Bellovaques et des Ambiens sans coup férir, tandis que les Nerviens et leurs voisins se préparent à résister. Ils s'opposent aux légions sur les rives du fleuve Sabis (la Sambre ou la Selle ou encore la Lys) : c'est la Bataille du Sabis. D'abord pris de court par l'attaque ennemie, les Romains se retrouvent en fâcheuse posture, mais reprennent l'avantage et remportent la victoire malgré la résistance héroïque des Nerviens dont les forces sont quasiment anéanties. César se montre clément envers les survivants qui gardent leurs terres et bénéficient de sa protection. Restent les Atuatuques, retranchés dans une place forte dont César commence le siège. Impressionnés par la technologie de l'armée romaine, les Atuatuques font mine de vouloir se rendre pour tromper la vigilance des légions et profiter de la nuit pour tenter une sortie. Celle-ci échoue et les Atuatuques paient chèrement leur duplicité. 53 000 d'entre eux sont vendus comme esclaves.

Les autres peuples gaulois se soumettent, l'autorité de Rome est restaurée. César profite de la paix pour rentrer en Italie en triomphateur. À la fin de cette année 57, l'optimisme de César est grand : 

« Ces campagnes avaient procuré la pacification de toute la Gaule. […] En raison de ces événements on décréta, à la suite du rapport de César, quinze jours d'actions de grâce, ce qui n'était encore arrivé à personne. »

### Livre III (56)
Galba est envoyé avec ses troupes dans les Alpes, chez les Nantuates, les Véragres et les Sédunes pour y faciliter le commerce, puis chez les Allobroges pour le repos d’hiver. Sur le chemin, ils sont attaqués par les Véragres qui craignent d’être à leur tour soumis, et qui entendent profiter de l’infériorité numérique des Romains. Leur camp assailli, ils tentent une audacieuse sortie qui surprend l’adversaire et leur permet de l'emporter. Alors que César pense la Gaule entièrement soumise et qu’il part pour l’Illyrie, plusieurs peuples de l’Armorique, à l’initiative des Vénètes, se soulèvent pour récupérer les otages confiés au jeune Publius Crassus, que César avait envoyé. Chaque camp prépare la guerre navale. César insiste beaucoup sur la supériorité de la flotte et du savoir-faire nautique des Vénètes. Mais grâce à la stratégie mise au point pour attaquer un bateau après l’autre, puis à la chute du vent, les Romains triomphent et mettent fin à la guerre. La guerre suivante a lieu en Aquitaine, contre les Sotiates et sous le commandement de Crassus. Divers peuples sont battus avec difficulté malgré l’aide d’alliés de l’Hispanie citérieure voisine. Restent seulement deux peuples insoumis en Gaule, les Morins et les Ménapes, que César fait traquer : il va jusqu’à quadriller d'avenues d'abattis la forêt dans laquelle ils se sont réfugiés.

### Livre IV (55)
Le livre IV, qui commence au début de l’année 55, sous le consulat de Crassus et Pompée, est celui des guerres de Germanie. Il commence par un terrifiant portrait des Suèves, peuple aussi dangereux par son caractère belliqueux que puissant par son nombre, sa bravoure, et la rudesse de ses mœurs. Les Suèves, agressifs, avaient acculé plusieurs peuples germains sur les rives du Rhin. Craignant que les Gaulois, « peuple pusillanime », ne pactisent avec les Germains, César prend les devants et s’engage vers le Rhin. Il rencontre les émigrants-envahisseurs entre la Meuse et le Rhin. Voyant avancer sa cavalerie, des cavaliers germains moins nombreux l'attaquent par erreur et la mettent en déroute. Après avoir fait prisonniers leurs chefs revenus parlementer, il vainc facilement le reste des troupes. César décide alors de franchir le Rhin, afin de neutraliser toute menace pouvant venir de peuples comme les Suèves ou les Sugambres. Il lance un pont d’un type nouveau, compte tenu de la difficulté du milieu, traverse le fleuve, incendie en représailles les villages désertés des Sugambres, s'enfonce une bonne semaine en territoire suève sans rencontrer personne et estime avoir délivré ainsi les alliés ubiens de la menace qui pesait sur eux. Il repasse le Rhin et coupe le pont. Il décide d’utiliser la fin de l’été pour faire une reconnaissance de la Bretagne, qui avait envoyé des renforts aux Gaulois au cours des guerres. Caius Volusenus envoyé en reconnaissance, César et ses armées partent s’équiper chez les Morins. Ils traversent la Manche au pas de Calais. Les Bretons les attendent en armes sur la côte. Malgré les difficultés liées au combat dans l’eau, les Romains débarquent et obtiennent la reddition des Bretons. Mais ils se trouvent bloqués sur l’île à cause des grandes marées qui détruisent partiellement la flotte qu'ils croyaient avoir suffisamment tirée au sec. Les voyant ainsi affaiblis, sans provisions de blé, sans renfort possible et presque sans cavalerie, les Bretons reprennent la lutte. Les Romains les battent à nouveau et rentrent en Gaule.

### Livre V (54)
Comme chaque année, César rentre à Rome, pendant que ses hommes constituent une nouvelle flotte, selon un cahier des charges que César lui-même avait établi. Après un détour par l’Illyrie pour régler un problème avec les Pirustes, il retourne en Gaule, ordonne à ses troupes de se masser dans un port pour se préparer à un nouvel assaut sur l'île de Bretagne. En dépit de l’insoumission de certains, vite corrigée, César se fait accompagner par beaucoup de chefs gaulois. Une flotte de huit cents navires arrive en Bretagne. Une tempête oblige à mettre les navires à sec, et, pendant ce temps, l’ennemi rassemble ses forces. César fait ensuite une description géographique et ethnographique de la Bretagne assez juste, bien que grossière (il lui donne la forme d’un triangle, mais l’orientation et les îles évoquées sont aisément identifiables). La poursuite des ennemis mène les légions jusqu’à la Tamise, qu’ils traversent. Les Trinovantes puis d’autres peuples à leur exemple se rallient à César contre Cassivellaunos, le chef des forces bretonnes, qui se rend après plusieurs échecs. Rentré en Gaule, il répartit pour l'hivernage, à cause d'une mauvaise récolte, ses légions dans différentes régions du nord de la Gaule. Les Romains doivent alors affronter un soulèvement de tous les peuples gaulois menés par l’Éburon Ambiorix lors de l'hivernage. Les Gaulois, par ruse, anéantissent une légion et en assiègent deux autres (bataille d'Aduatuca). Le camp romain commandé par Quintus Tullius Cicero réussit finalement à alerter César, qui arrive en urgence avec les renforts disponibles et soumet ses adversaires. C'est ensuite le tour des Trévires de comploter contre Rome. Leur chef Indutiomaros est pourchassé et tué, et la Gaule est désormais presque pacifiée.

### Livre VI (53)
Cependant César se méfie encore et se fait envoyer des renforts par Pompée ; effectivement, les Gaulois sont en train de reformer une ligue pour reprendre la lutte. Lorsque César, après avoir écrasé les Nerviens, réunit tous les chefs Gaulois, les Sénons, les Carnutes, les Ménapiens et les Trévires refusent de s’y rendre. Les deux premiers se rallient, effrayés par les légions romaines en marche. Les Ménapes sont défaits facilement. Contre les Trévires, Labienus, qui a la charge de la légion locale, fait mine de s'enfuir, attire les Gaulois sur un terrain défavorable et les vainc. Les Suèves, qui doivent arriver en renfort, rentrent chez eux, mais cela suffit à décider César à refranchir le Rhin. Il apprend par les Ubiens que les Suèves l’attendent en embuscade dans une forêt.
César fait une pause dans le récit pour analyser les différences entre Gaulois et Germains. Les Gaulois, à tous les niveaux, sont divisés en deux partis rivaux. Dans la hiérarchie sociale, seuls sont estimés les druides et les chevaliers. Les druides servent aussi d’arbitres dans les conflits privés. Leur prestige est grand, leur fonction difficilement accessible au profane. Selon César, les pratiques druidiques trouveraient leur origine en Bretagne. César ajoute à sa description la pratique du sacrifice humain. Les Gaulois sont très religieux. Ils honorent principalement Mercure (Lug). Quant aux Germains, ils sont moins évolués : ils vivent essentiellement de la chasse et de l’élevage. Pour éviter une sédentarisation qui les amollirait et les détournerait de la guerre, leurs possessions foncières sont limitées à un an. Jadis dominés par les Gaulois, ils sont du temps de César plus puissants, car ces derniers se seraient, au contact de la civilisation hellénistico-romaine habitués au confort et au luxe. César décrit ensuite la forêt hercynienne qui s’étend de l’Helvétie à la Dacie, et les animaux rares qui y vivent.
César, refusant de suivre les Germains dans cette forêt, fait surveiller la région pendant qu’il tente de capturer Ambiorix et extermine son peuple. C'est alors que les bagages entassés dans le fort d’Atuatuca attirent les Germains qui infligent de légères pertes aux Romains, se retirent aussitôt et laissent la garnison démoralisée. La description de la bravoure dont fait preuve un soldat romain pendant cette bataille atténue par contraste l'impression négative produite par la situation désavantageuse du camp et le manque de vigilance qui en est à l'origine. En rentrant d'expédition, César reprend en main la situation, avant de retourner à Rome.

### Livre VII (52)
La rumeur courant que César, occupé à Rome par les querelles de partis, ne reviendrait pas avant longtemps, les Gaulois programment une nouvelle révolte. C’est à cette nouvelle guerre qu’est consacré le très long livre VII. Vercingétorix, un Arverne, soulève toute sa clientèle et rassemble la majorité des peuples de Gaule sous ses ordres. Investi des pouvoirs suprêmes, il se montre un commandant rigoureux et efficace. Le projet gaulois de prendre Narbonne fait partir César pour la Province. Au prix de gros efforts, il traverse les Cévennes en plein hiver et lance sa cavalerie attaquer les Arvernes. Après une marche record remontant Rhône et Saône, il rejoint Labienus et le gros de l'armée à Agedincum, châtie Cenabum, se porte au secours de Gorgobina assiégée, puis contre Avaricum (Bourges). Vercingétorix fait brûler tout ce qui pourrait servir aux Romains. Le siège est très dur et se termine par le massacre de la population. L'armée finit l'hiver en cantonnement à Bourges. Au printemps, une élection contestée chez les Éduens appelle César comme arbitre à Decize. Puis il partage ses forces. Il envoie Labienus à Lutèce et part pour Gergovie en remontant l'Allier. Vercingétorix, mobile sur la rive gauche, échoue à lui interdire la traversée, et le devance à Gergovie. César envisage d'assiéger la place. Une révolte chez les Éduens oblige César à quitter Gergovie : il réussit de justesse à les maintenir de son côté et revient aussitôt.
Contre Gergovie, il a l'idée d'une ruse : tablant sur l'impulsivité des Gaulois, il cache une légion au pied de la « deuxième colline » qu'il voudrait conquérir, envoie la cavalerie se montrer sur l'arrière de la ville où les Gaulois s'activent aux fortifications et monte furtivement en force à l'assaut de la ville dégarnie par-devant. Mais ses soldats attaquent vraiment la ville. La contre-attaque massive des Gaulois les culbute. Une légion sort du petit camp pour les soutenir, ils arrivent à se replier, mais les pertes ont été lourdes. Les Gaulois ne les poursuivent pas. Quelques jours plus tard, César se retire, retraverse l'Allier, la Loire en crue, à un passage où personne ne l'attend et rejoint Labienus. Devant Lutèce, après un premier succès de Labienus, les Gaulois sont ragaillardis par la défaite romaine de Gergovie ; les Romains cherchent alors à se désengager, y réussissent en choisissant le terrain et retournent à Sens. À Bibracte, Vercingétorix est confirmé dans son commandement à la tête de la ligue gauloise. César, après avoir regroupé toute son armée et reçu un renfort de cavaliers germains, rencontre la coalition gauloise, en bat la cavalerie et la poursuit à Alésia.
Commence un long siège, dont César décrit minutieusement les travaux. Une armée de secours gauloise est mise sur pied grâce aux émissaires envoyés par Vercingétorix. Une fois parvenue à Alésia, elle tente une attaque de nuit, qui échoue. Elle lance par la suite une nouvelle attaque en colonne sur le point faible des Romains, leur permettant de franchir les lignes d'investissement romaines. La jonction avec les assiégés est imminente. Sur place, Titus Labienus barre le passage avec un reste de légion. In extremis, César arrive en renfort à la tête des cavaliers germains. Il se produit alors une ovation immense, sur des kilomètres de rempart. Médusée, l'armée de secours se laisse culbuter et tailler en pièces. Vercasivellaunos capturé, l'armée gauloise se débande. Le lendemain, Vercingétorix se rend ou est livré à César, qui après la bataille décide de passer l'hiver à Bibracte et répartit en Gaule les cantonnements de ses légions.

### Livre VIII (51-50)
Ajouté postérieurement par Aulus Hirtius, qui, dans le prologue, souligne sa gêne à compléter une œuvre si magistrale, ce huitième livre fait la transition avec les Commentaires sur la guerre civile. Il raconte les événements jusqu’en 50.
César consent au repos de ses troupes qui avaient durement lutté pendant un an entier. Puis, pour prévenir toute nouvelle tentative de soulèvement il sillonne la Gaule à marche forcée, se montrant partout et signifiant ainsi aux Gaulois qu’il serait vain de tenter quoi que ce soit. Il en profite pour arbitrer les conflits entre peuples gaulois, réprimant quiconque tente d’envahir son voisin. Ainsi les Bellovaques, voulant attaquer les Suessions, s’attirent les foudres des Romains : après un long siège, les Bellovaques se décident à attaquer, pour être écrasés par la cavalerie romaine. Les Pictons sont également défaits par la cavalerie avec l’appui de l’infanterie. Le Sénon Drappès et le Cadurque Lucterios tentent ensuite de rallier des Gaulois pour une nouvelle révolte. Le légat Caius Caninius est chargé de les combattre, ce qu’il fait avant de subir de nouveaux affronts de la part de la ville d’Uxellodunum. César en est averti, et décide de s’y rendre lui-même, non parce que le danger est grand, mais pour châtier de manière exemplaire l’opiniâtreté de cette petite ville. Assiégés et privés d’eau, les habitants sont forcés de se rendre et César fait couper les mains des combattants. César se rend enfin en Aquitaine, qu’il n’avait jamais visitée, puis retourne hiverner auprès de ses troupes, en Belgique, avant de rentrer à Rome, auréolé de gloire. Mais déjà se profile la guerre civile, puisque le prestige de César et le soutien de son armée effraient de nombreux Romains. La confrontation entre les partisans de César et ceux de Pompée s’affiche de plus en plus ostensiblement, notamment au Sénat.

## Un ouvrage d'histoire atypique
L'intention avouée de César est, selon Aulus Hirtius, de « fournir des documents aux historiens sur des événements si considérables ». La Guerre des Gaules n'est donc pas un ouvrage d'histoire traditionnel mais appartient au genre des Commentarii, recueil de notes brutes (commentarius) prises sur le terrain, destiné à servir de base factuelle, d'où l'organisation strictement chronologique des huit livres, leur aspect strictement factuel et leur style extrêmement concis. Grâce à l'« atelier de production » dont il dispose, César peut élaborer son ouvrage en trois mois, au lendemain de la reddition d'Alésia, et ainsi montrer immédiatement l'importance de sa victoire. Entre la mort de César, en 44, et la sienne en 43, Aulius Hirtius écrit un huitième livre afin d'assurer la transition avec la Guerre civile.

## Réception

### En tant qu'œuvre littéraire
Dès sa parution, l'ouvrage est jugé comme un chef-d'œuvre littéraire. Cicéron admire ces « Commentaires […] nus, simples, élégants, dépouillés […] de tout ornement oratoire », et affirme qu'« en se proposant de fournir des matériaux où puiseraient ceux qui voudraient écrire l'histoire […] [César] a ôté l'envie d'écrire, car il n'y a rien de plus agréable dans l'histoire qu'une brièveté pure et lumineuse. »
Si différents auteurs critiquent la véracité des commentaires de César, tous s'accordent pour admirer leur style élégant et limpide, « la pureté et l'inimitable polissure de son langage », selon Montaigne.

### En tant que source historique
La Guerre des Gaules est la seule source de première main disponible pour ceux qui s'intéressent à la guerre des Gaules : les textes de Tite-Live sont perdus, et aucun autre ouvrage contemporain conservé n'évoque le sujet. Son auteur étant le principal protagoniste de la conquête, sa fiabilité a souvent été mise en doute. Tout d'abord par d'autres témoins de l'entourage de César ayant une vision différente (notamment Asinius Pollion, dont ne subsistent malheureusement que quelques fragments), puis par les pourfendeurs du césarisme, comme Montaigne, qui dans ses Essais dénonce les « fausses couleurs de quoi [César] veut couvrir sa mauvaise cause et l'ordure de sa pestilente ambition ». À partir du milieu du XIXe siècle, le débat passe du plan idéologique au plan beaucoup plus scientifique.
Michel Rambaud analyse dans sa thèse les subtils procédés rhétoriques qui permettent de présenter César sous un jour qui convient aux intérêts d'alors du proconsul : descriptions systématiquement mélioratives du général, minoration du rôle de ses légats, valorisation de la vaillance des adversaires dans le seul but de valoriser sa victoire, etc. La Guerre des Gaules est donc un ouvrage de propagande, destiné à valoriser le général vainqueur aux yeux du Sénat, afin qu'il puisse affermir son influence à Rome. Cependant, il faut tempérer ce jugement : la valeur factuelle de l'ouvrage est reconnue, et les spécialistes de l'Antiquité considèrent que César n'aurait pu trop déformer la réalité, étant donné la multiplicité des sources d'information dont disposaient ses contemporains (notamment par ses lieutenants lors de la campagne, choisis par le Sénat, parfois opposants à César sur la scène politique). Comme toujours, en matière historique notamment, il faut prendre d'indispensables précautions face à un instrument de travail incontournable. Au total, on peut considérer que tout l'art de César à cet égard est de parvenir à un équilibre subtil en présentant les choses à son avantage sans perdre sa crédibilité par des manipulations excessives de la réalité. Pour ce faire, il met en œuvre des techniques qui sont encore fréquemment utilisées dans la propagande. Par exemple, comme le montre Rambaud, César ne nie jamais un fait qui pourrait lui être reproché : il affirme le contraire.

### Éditions et traductions
Les Commentaires de César sont parvenus jusqu'à nous grâce aux travaux de transcripteurs et copistes au IXe siècle, issus de l'espace carolingien. Le plus ancien manuscrit, le MS. Amsterdam 73, intitulé De Bello Gallico, aurait été rédigé par les moines copistes de l'abbaye de Fleury dès cette époque. Une seconde famille de manuscrits incluant les commentaires et des écrits relatifs à ces campagnes militaires est le MS Paris lat. 3864, rédigés sans doute au scriptorium de l'abbaye de Corbie vers la même époque.
La première editio princeps publiée sous la forme d'un livre imprimé l'est par Giovanni Andrea Bussi à Rome en 1469. Cette édition donne naissance à des traductions dans toutes les langues européennes.

Différentes éditions médiévales et modernes des Commentaires sur la Guerre des Gaules
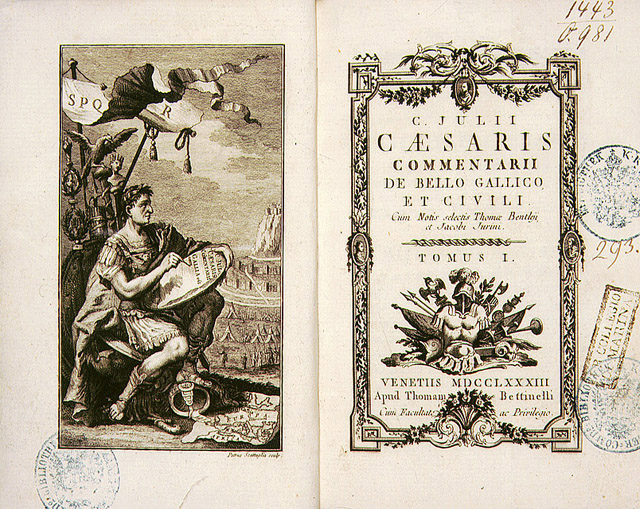
Frontispice et page de titre des Commentarii de Bello Gallico, édités à Venise en 1783 par Bettinelli.
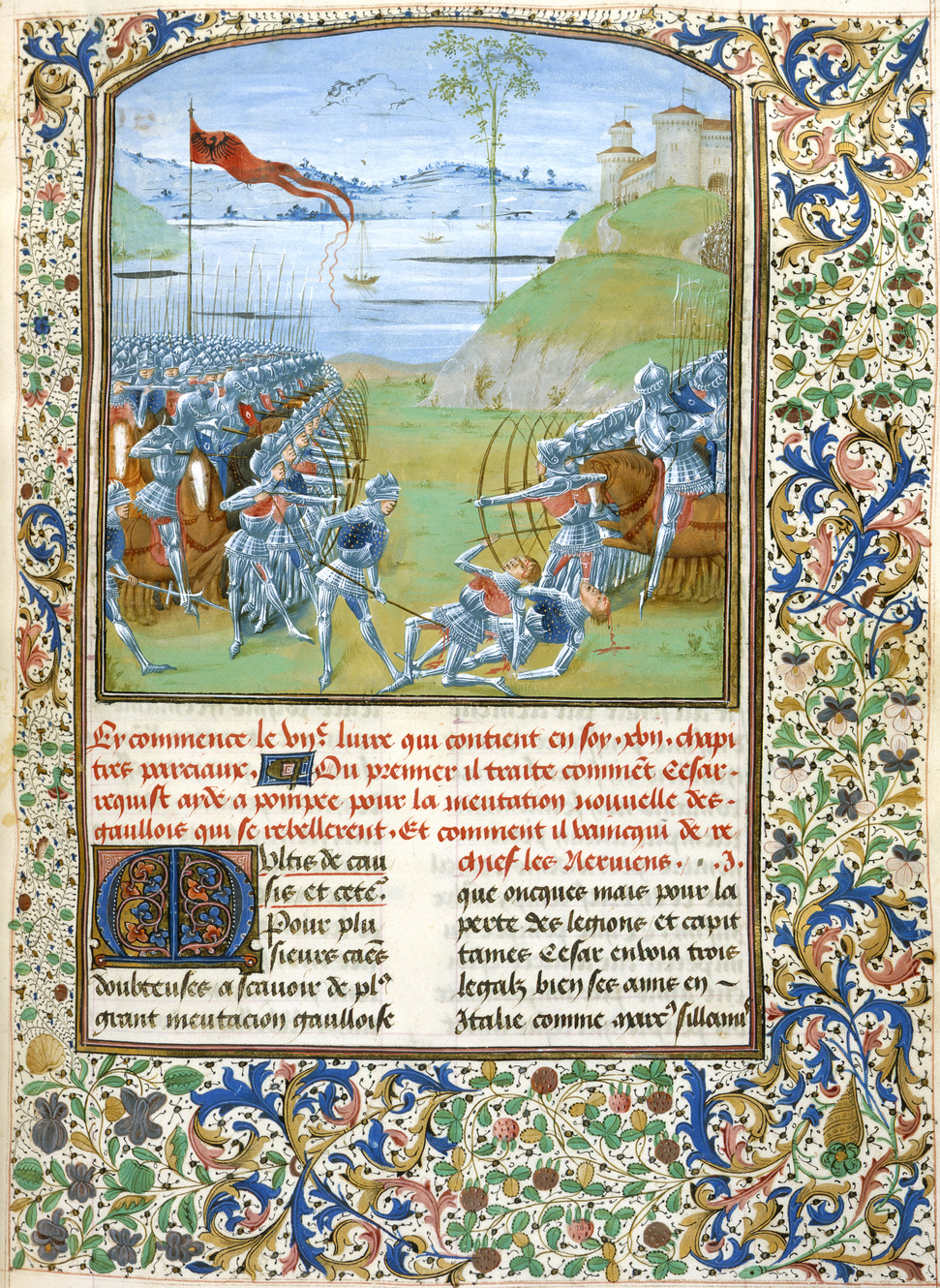
Les Commentaires de Cesar (1473-1476), f.189 - BL Royal MS 16 G VIII.
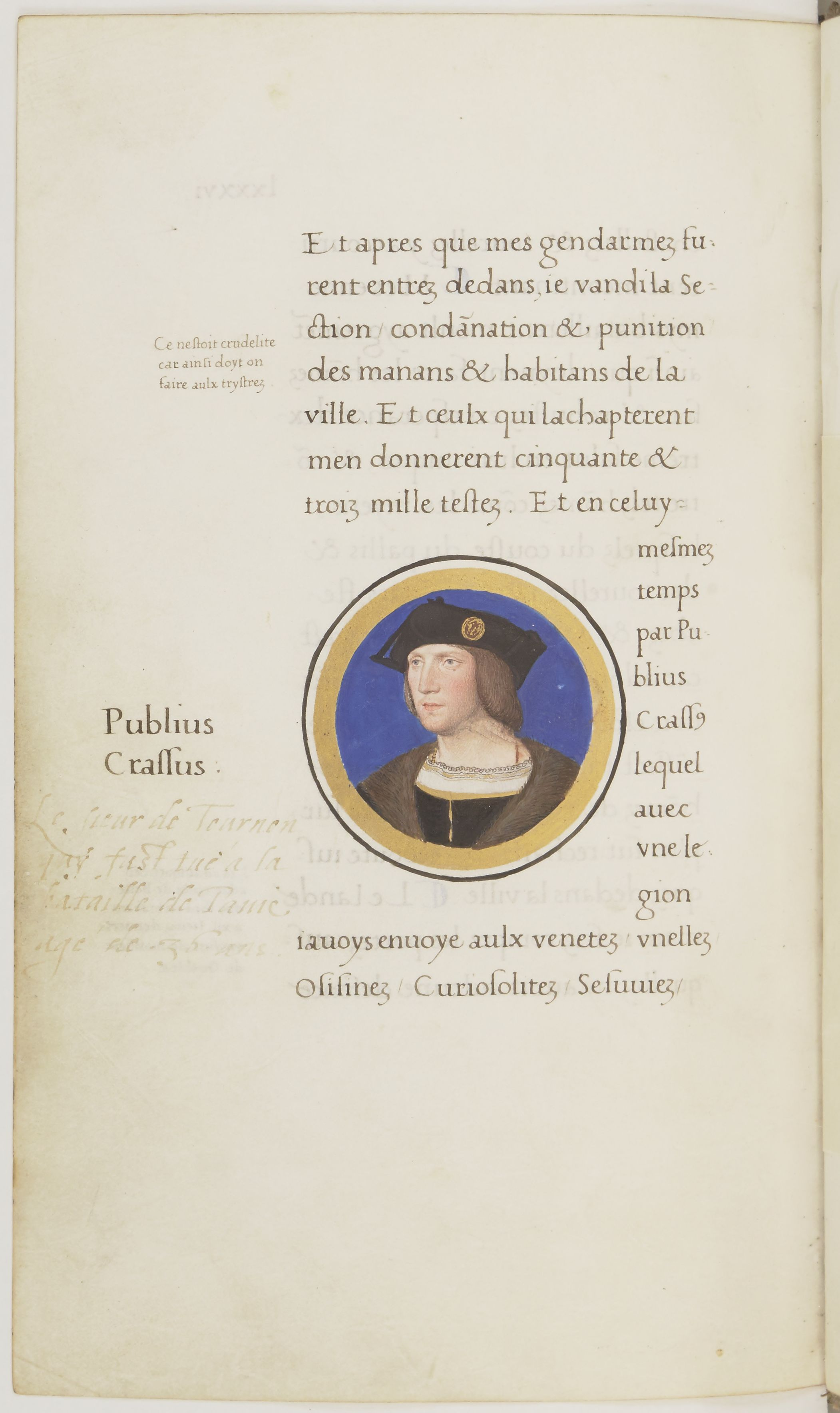
Commentaires de la guerre gallique (vers 1519-1520) - BNF Fr.13429 f52.
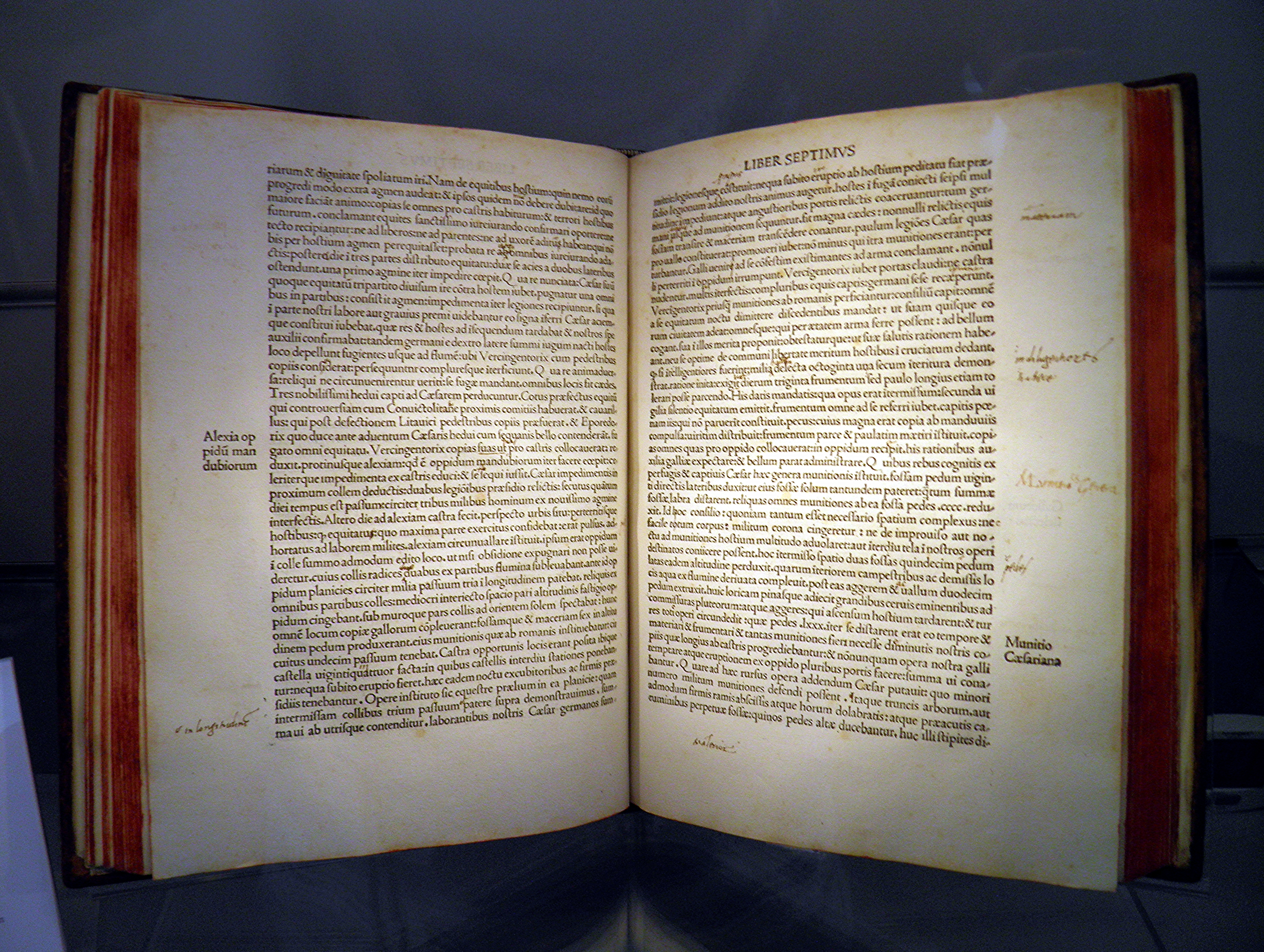
C. Iuli Caesaris De Bello Gallico, édité par Ottaviano Scoto à Venise en 1482.

## Éditions anciennes

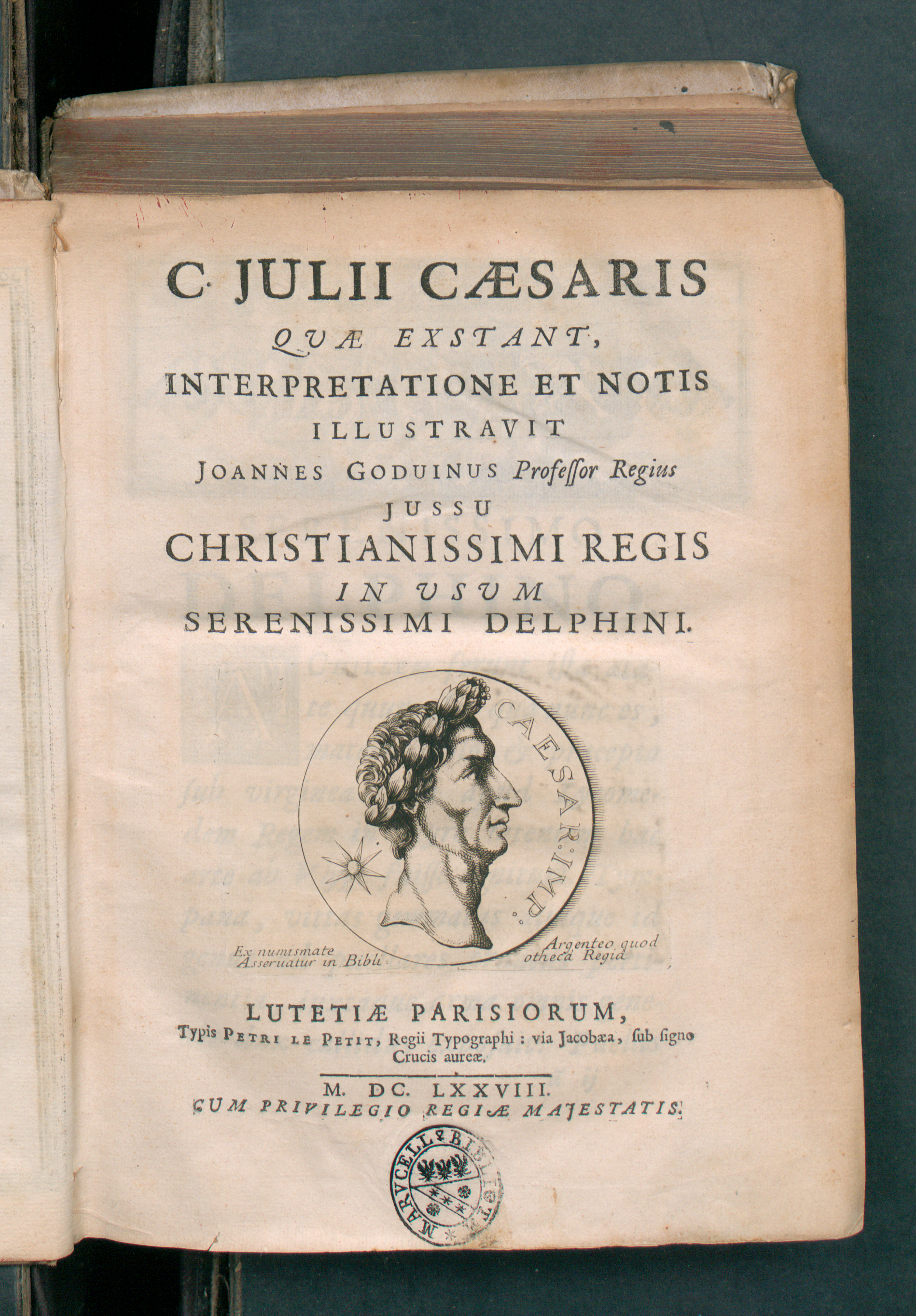
Page de titre du C. Julii, Caesaris quae exstant, Paris, édition de Pierre Le Petit, 1678.

Les Commentaires de César ont été très souvent imprimés : les meilleures éditions citées au XIXe siècle par le Dictionnaire Bouillet sont celles de :
- John Greaves, Utrecht, 1697
- Jérémie-Jacques Oberlin, Leipzig, 1805
- Nicolas-Éloi Lemaire (dans les Classiques latins), 1819-1822
- Franz Oudendorp, Stuttgart, 1822
- Christian Schneider, Hall, 1840-1852

Ils ont été traduits en français par :
- François Demoulin pour François Ier dans son Commentaires de la guerre gallique (1519-1520)
- Nicolas Perrot d'Ablancourt, 1650
- Lancelot Turpin de Crissé, 1785
- Jean Le Déist de Botidoux, 1809
- Nicolas-Louis Artaud, 1828
- Édouard Sommer, 1855
- Charles Louandre, 1857
- Désiré Nisard, 1861

## Éditions récentes
- Jules César (trad., intr. et notes Léopold-Albert Constans), Guerre des Gaules, Les Belles Lettres, « Collection des universités de France », série latine, 1924
- Jean-Claude Goeury (intr. et notes du texte de Jules César, trad. Anne-Marie Ozanam), Guerre des Gaules Livres I-II, Les Belles Lettres, coll. « Classiques en poche » no 21, 2000